# علي الحكيم
الشيخ علي بن عبد الله بن يحيى الحكيم الجد حفصي البحراني (ت. 1225 هـ أو 1300 هـ ). هو رجل دين وفقيه شيعي بحراني من تلامذة المرجع والفقيه حسين العصفور، بالإضافة لتتلمذه على والده عبد الله بن يحيى الحكيم الذي كان إمام الجمعة والجماعة في مدينة جد حفص. وقد عاش الحكيم فترة طويلة في البحرين؛ انتقل بعد ذلك إلى مدينة مينا الواقعة على الساحل الإيراني، وصارت له فيها الزعامة الدينية إلى أن تُوفيّ بها، وقد احتمل المُؤرّخ علي البلادي صاحب أنوار البدرين أن سبب هجرة الحكيم من البحرين إلى مينا هو الحوادث التي تعرّضت لها البحرين في تلك الفترة.

## مؤلفاته
| - حياة القلوب. موسوعة فقهية تقع في عدّة مُجلّدات، ومستوعبة لجميع أبواب الفقه مع الاستدلال ونقل الأقوال. - حياة القلوب الصغرى. تختلف عن حياة القلوب الكبرى باقتصاره فيه على نقل الأقوال والإشارة إلى الأدلة. - حكم الدفين المستعمل في بلاد القطيف والبحرين. يناقش في هذه الرسالة حكم الدفين، وهو مصطلحٌ يُطلق في القطيف والبحرين على المنقولات الزراعية والنواقل الشرعية المُتعارف عليها في تلك الفترة. - النفس والروح وبيان معناهما وحقيقتهما. | - طهارة الماء القليل بملاقاة النجاسة. يُبيّن فيه استدلالاته على رأيه هذا، كما ذهب إليه بعض فقهاء الشيعة كالبهائي والفيض الكاشاني وسليمان الماحوزي وحسن الدمستاني وغيرهم. - أنوار المصابيح في مختصر شرح المفاتيح. مُلخّصٌ لكتاب الأنوار اللوامع في شرح مفاتيح الشرائع لأستاذه حسين العصفور. |

## الهوامش
- 1 - أثنى البلادي على الحكيم في ترجمته له في كتابه أنوار البدرين بقوله: ”العالم العامل الفقيه المحدث الكامل الشيخ علي ابن الشيخ عبد الله ابن الشيخ يحيى الجد حفصي البحراني“.

### كتب
- أنوار البدرين ومطلّع النيرين في تراجم علماء القطيف والأحساء والبحرين. علي البلادي، طبع النجف - العراق، عام 1377 هـ، منشورات مطبعة النعمان.
- تلامذة العلامة الشيخ حسين آل عصفور. فاضل الزاكي، طبع البحرين، 1433 هـ - 2012 م، منشورات حوزة المصطفى للدراسات الإسلامية التخصصية.
- غاية المرام في تاريخ الأعلام. السيد هاشم السيد سلمان السيد باقر، طبع البحرين، 2004 م، منشورات مكتبة المدني للمعلومات.
- الذريعة إلى تصانيف الشيعة. آغا بزرگ الطهراني، طبع بيروت - لبنان، تاريخ الطبع مفقود، منشورات دار الأضواء.

### إشارات مرجعية
1. 1 2  
الزاكي، فاضل. تلامذة العلّامة الشيخ حسين آل عصفور. ص. 71.
2. 1 2 3 4  
السيد باقر، السيد هاشم السيد سلمان. غاية المرام في تاريخ الأعلام. ص. 77.
3. ↑  عادل نويهض (1988)، مُعجم المُفسِّرين: من صدر الإسلام وحتَّى العصر الحاضر (ط. 3)، بيروت: مؤسسة نويهض الثقافية للتأليف والترجمة والنشر، ص. 387، OCLC:235971276، QID:Q122197128
4. 1 2 3 4  
البلادي، علي. أنوار البدرين ومطلع النيّرين في تراجم علماء القطيف والأحساء والبحرين. ص. 226. مؤرشف من الأصل في 2019-01-11.
5. ↑  
الزاكي، فاضل. تلامذة العلّامة الشيخ حسين آل عصفور. ص. 64.
6. 1 2 3 4 5  
السيد باقر، السيد هاشم السيد سلمان. غاية المرام في تاريخ الأعلام. ص. 76.
7. ↑  
البلادي، علي. أنوار البدرين ومطلع النيّرين في تراجم علماء القطيف والأحساء والبحرين. ص. 227. مؤرشف من الأصل في 2019-01-08.
8. 1 2  الطهراني، آغا بزرگ. الذريعة إلى تصانيف الشيعة - ج7. ص. 122. مؤرشف من الأصل في 2020-01-10.
9. ↑  الطهراني، آغا بزرگ. الذريعة إلى تصانيف الشيعة - ج24. ص. 265. مؤرشف من الأصل في 2020-01-10.
10. ↑  الطهراني، آغا بزرگ. الذريعة إلى تصانيف الشيعة - ج15. ص. 235. مؤرشف من الأصل في 2020-01-10.
11. ↑  الطهراني، آغا بزرگ. الذريعة إلى تصانيف الشيعة - ج2. ص. 441. مؤرشف من الأصل في 2019-12-15.
12. ↑  الطهراني، آغا بزرگ. الذريعة إلى تصانيف الشيعة - ج14. ص. 77. مؤرشف من الأصل في 2019-12-15.